# LG化学
株式会社LG化学（エルジーかがく）は ソウル市に本拠を置き、韓国の最大手 総合化学メーカーで、LGグループに属する。

## 概要

楽喜化学のロゴ

1947年、具仁會が樂喜化學工業社として創業。戦後払い下げられた興亞化学工業株式会社の化粧品のクリーム販売・製造を行い、更に化粧品の容器としてプラスチック製造業にも進出した。
1958年に設立された金星社（現：LGエレクトロニクス）と共にラッキー金星グループ（現：LGグループ）を結成した。化学製品、化学素材、電子製品、電子素材、自動車用品、住宅関連商品などを製造販売している。
1969年に韓国証券取引所に上場し、1976年に石油化学事業に進出した。
2020年の通期決算では、売上高が30兆575億ウォン（約2.8兆円）、純利益は2兆3532億ウォンとなり、世界7位の化学メーカーである。
なお、創業事業である化粧品や生活用品の製造・販売部門は、2001年4月にLG生活健康として分社化されている。

## おもな事業

### 電池事業
LG化学は、ヒュンダイ自動車が2009年下半期から量産開始するアバンテのハイブリッドカーにリチウムポリマー電池を単独供給する事が決定している。
LG化学が2010年に販売される米国GMの電気自動車用リチウムイオンバッテリーを単独供給する事が決定している。供給期間は2010年から6年間。
ハイブリッド用の電池では、サムスンSDIやSKエネルギーが韓国内でのライバルである。
2010年代後半、同じ韓国内の同業他社であるSKイノベーションと電気自動車向け車載電池の分野で激しく競合する関係となった。2019年4月、LG化学は77人の従業員を引き抜かれることで企業秘密が奪われたとして、SKイノベーションをアメリカ国内で提訴。その後は、両社で電池の特許侵害を巡り提訴を起こす泥仕合となった。2021年4月、SKイノベーションがLGエナジーソリューション（LG化学の子会社）に対して18億ドルを支払うことで両社が和解し、今後10年間は互いに訴訟を提起しないことにも合意した。
特にEV向け電池では世界シェアトップになるように急成長を遂げており、2020年12月1日から電池部門は「LGエナジーソリューション」として分社化した。
2020年までに、グローバルバッテリー市場で高い占有率を収めたが、一方で梧倉工場で生産したLG化学製バッテリーを搭載した自動車（シボレー・ボルトEV、ヒュンダイ・コナ）の火災事故などからリコールが相次いだ。GMが8月20日に発表したリコールでは、電池メーカーであるLGの製造上の欠陥が原因であることを明らかにされた。リコールに際して完成車メーカーが部品メーカー名を公表し、欠陥があると指摘するのは異例だが、これはEV開発において完成車メーカーと電池メーカーが対等の立場になっていることを示すものとも推察されている。GMとは合弁会社を設立しているように、つながりも深い。

### 偏光板事業
液晶パネルに使われる偏光板の2008年当時の世界シェアは、LG化学が25％だった。日東電工は28％である。
2019年にLCD事業からの撤退を表明。2020年に入るとLCD用カラーフィルター感光材事業を中国雅克科技の子会社である斯陽国際に580億ウォンで売却。LCDガラス基板事業は買い手が付かずそのまま撤退。LCD偏光板事業は中国の寧波杉杉に11億ドルで売却した。

### 太陽光発電事業
現在、LGグループをあげて太陽電池事業を推進している。
具体的には、シリコンなどの素材をLG化学が生産し、原材料をLGエレクトロニクスが引き取り太陽電池セルとモジュールを生産する。
さらにはLG CNSが発電所事業の販売活動をし、最終的な太陽光発電所の建設と運営をLGソーラーエナジーが引き受ける。
LGソーラーエネルギーは、LG化学が太陽電池製造のためにLGエレクトロニクスにポリシリコンを供給するために2007年につくられた子会社。

## 生産品目
2009年3月時点で確認出来ている生産品目一覧。カッコ内は素材の説明。
- ABS（アクリロニトリル・ブタジエン・スチレン）
- Acrylates
- HDPE（高密度ポリエチレン）
- KEYFLEX TO（Olefin系TPE）
- LUCEL (POM)
- LUMID (Nylon6)
- LUPOS（補強ABS）
- LUPOY (PC/ABS Alloy)
- LUSEP (SPS)
- PE化合物
- PS
- SAN
- 加工調製
- 合成ゴム
- LDPE & EVA
- LUCON（伝導性樹脂）
- LUMID (Nylon66)
- LUPOS（補強SAN）
- LUPOY（개질 PC）
- NPG
- POE
- PVC
- SB Latex
- 可塑剤
- ASA
- EPS
- KEYFLEX BT（エステル系TPE）
- LLDPE
- LUMAX (PBT/Styrenics)
- LUPOL（複合PP）
- LUPOX (PBT)
- LUSEP (PPS)
- NaOH
- PP
- Polycarboxylic Copolymer
- SBS
- 衝撃補強剤
- Ethylene
- Benzene
- C4Raffinate-1
- Non-Aromatic Raffinate
- C5 Product
- IP-20
- Raw C5
- Phenol
- Propylene
- Toluene
- C4Raffinate-2
- Propane
- n-Pentane
- IP-40
- DCPD
- Acetone
- 1.3-Butadiene
- Mixed Xylene
- P.F.O
- C9 Product
- i-Pentane
- c-Pentane
- BPA

## LGトステムBM
日本アルミサッシ1位企業の住生活グループのトステムは2009年3月11日にLG化学と2009年4月に合弁会社を設立すると発表した。
トステムの技術を元にアルミ建材などを開発し、LG側の販売網をいかして販売する。
発表によると、日本の国内需要が落ち込む中で、海外での販売を強化したいトステム側と、アルミニウム建材事業を拡大したいLG化学側の思惑が一致した。
新会社の名称は「LG―TOSTEM　BM」となる。本社はソウルに置く予定。
生産は当面、外部に委託する予定。2012年に売上高1200億ウォン（約120億円）を目指すと発表されている。
資本金は60億ウォン、LG側が51％、トステムが49％出資。
合弁会社のLGトステムは、LG化学の産業材の事業部門が分社化して2009年4月新しく発足する「LGハウシス」の子会社になる。
LGトステムはアルミ建材や産業用アルミニウム製品などの製造販売を行う。

## 事故
2020年5月7日、インド、ヴィシャーカパトナム市の子会社の化学工場でガス漏れ事故が発生、周辺住民ら11人が死亡、約1000人が病院に搬送、約5000人が体調不良を訴えた。工場は2019新型コロナウイルスの感染拡大の影響により閉鎖されていたが、化学変化等により容量5000トンのタンク2基からガスが漏えいしたもの。